# Masters of illusion
Masters of illusion is een studioalbum van de Welshe muziekgroep Magenta. Het album werd opgenomen in de periode januari 2019 tot maart 2020 in de Big Studios in Wales. In navolging van eerdere albums zoals bijvoorbeeld The twenty seven club kozen de componist Robert Reed en tekstschrijver Steven Reed weer een centraal thema. De teksten verwijzen naar filmsterren, die hun bekendheid hadden te danken aan horrorfilms, veelal van de filmstudio Hammer Horror, waar Kate Bush in 1978 over zong in haar lied Hammer horror. Uitgangspunt was het lied Bela, dat al tien jaar op de plank lag.
Het album werd positief ontvangen binnen de niche van de progressieve rock, maar het was onvoldoende om het album ergens in een hitlijst te krijgen.

## Musici
- Christina Booth – zang
- Robert Reed- alle achtergrondzang en muziekinstrumenten behalve
- Chris Fry – gitaar
- Dan Nelson – basgitaar
- Jiffy Griffiths – drumstel
- John Mitchell – zang op A gift from God
- Pete Jones – saxofoon op Reach for the moon en The rose
- Troy Donockley – Uilleann pipes op The rose
- Karla Powell – hobo op The rose (ontbreekt in credtis)

## Muziek
| Nr. | Titel                                    | Bijzonderheid | Duur  |
| --- | ---------------------------------------- | ------------- | ----- |
| 1.  | Bela (over Bela Lugosi)                  |               | 11:16 |
| 2.  | A gift from God (over Christopher Lee)   |               | 8:30  |
| 3.  | Reach for the moon (over Lon Chaney jr.) |               | 9:27  |
| 4.  | Snow (over Ingrid Pitt)                  |               | 6:04  |
| 5.  | The rose (over Peter Cushing)            |               | 11:18 |
| 6.  | Masters of illusion (over Vincent Price) |               | 16:38 |

## The lost reel
Bij het bestellen van de speciale editie werd een bonus-cd geleverd onder de titel The lost reel. Het bevat remixes van oude nummers, maar ook enkele nummers van Masters of illusion. Deze cd was ook enige tijd "los" te bestellen, maar die versie was in het najaar 2020 uitverkocht. The lost reel bleef vanaf dan alleen bestelbaar als downloadalbum via Bandcamp. De tracks zijn: 1: Legend (6:08), 2: Reach for the moon (5:42)  3: Not in our name (7:15), 4: The rose (8:01), 5: Bela (9:07), 6: Masters of illusion (16:37), 7: A gift from God (8:33), 8: Man the machine (5:34), 9: Turn the tide (6:31). 